# Hypogastrura fjellbergi
Hypogastrura fjellbergi är en urinsektsart som beskrevs av Babenko och Bulavintsev 1993. Hypogastrura fjellbergi ingår i släktet Hypogastrura och familjen Hypogastruridae. Inga underarter finns listade i Catalogue of Life.